# أبوت وكوستيلو يلتقيان الكابتن كيد
أبوت وكوستيلو يلتقيان الكابتن كيد (بالإنجليزية: Abbott and Costello Meet Captain Kidd)‏ هو فيلم كوميدي أمريكي عام 1952 من إخراج تشارلز لامونت وبطولة فريق الكوميديا المكون من أبوت وكوستيلو، إلى جانب تشارلز لوتون، الذي أعاد تمثيل دوره كقرصان سيئ السمعة من فيلم كابتن كيد عام 1945. ملخص الفيلم يعملان نادلين روكي وبودين هيد في أحد الفنادق في تورتوجا عندما يتم تبديل رسالة أعطتها لهما السيدة جين لتسليمها إلى مارتينجال برسالة أخرى توصيل بخريطة كنز.
تم تصوير فيلم في الفترة من 27 فبراير إلى 25 مارس 1952. ونظرًا لأن يونيفرسال إنترناشيونال لم تخصص أموالًا إضافية لصنع الفيلم بالألوان، فقد اختار الثنائي القيام بذلك بأنفسهما. باستخدام اتفاقية تعاقدية مع يونيفرسال تسمح لهما بصنع فيلم مستقل واحد سنويًا، صنعوا الفيلم باستخدام شركة أبوت، وودلي للإنتاج (وأول فيلم ملون لهم، كان جاك وشجرة الفاصولياء، أنتج أبوت وكوستيلو، من خلال شركة كوستيلو، إكسلوسيف برودكشنز.
يعتبر ثاني فيلم يتم اظهاره بإستخدام تقنية سوبرسينيكولور، وهي نسخة ثلاثية الألوان من عملية سينيكولور ثنائية اللون.

## قصة الفيلم
في طريقهما إلى عملهما في حانة، يلتقي أوليفر جونسون وروكي ستونبريدج بالسيدة جين، التي تطلب منهما إحضار رسالة حب إلى مغني الحانة، بروس مارتينجال.
في الحانة يتناول الكابتن كيد سيئ السمعة العشاء مع قرصانة كابتن آن بوني، وتشتكي من أن كيد أغار على السفن في منطقتها وتطالب بحصتها من الكنز. يخبر كيد بوني أنه أخفى الكنز المتراكم في جزيرة الجمجمة، وأنه يمتلك الخريطة الوحيدة لموقعه بدقة. يوافق على اصطحابها، مع تتبع سفينتها عن كثب في حالة الخيانة. ولكن بينما ينتظرهما أوليفر بقلق، يبدل عن غير قصد رسالة حب السيدة جين بخريطة كيد. يكتشف روكي الخطأ ويتفاوض مع كيد لاصطحابهما وتقاسم الكنز مقابل الخريطة. يوافق كيد ظاهريًا، لكنه ينوي قتل أوليفر وروكي بمجرد حصوله على الخريطة.
تبدأ الرحلة بإضافة بروس، الذي تم إعدامه. يحاول كيد دون جدوى استعادة الخريطة طوال الرحلة بأكملها. وفي الوقت نفسه تعتقد بوني عن طريق الخطأ أن رسالة حب الليدي جين كانت مكتوبة لأوليفر، أثناء الرحلة يشن كيد غارة على سفينة إنجليزية تحمل الليدي جين ويختطفها.
عندما تصل السفن إلى جزيرة الجمجمة، وبينما يحفر أوليفر وروكي لاستخراج الكنز. يعلن الكابتن كيد بغطرسة عن خططه للتخلص منها مع الكابتن بوني. تنبه بوني الآخرين إلى نوايا كيد الحقيقية، وتشير إلى طاقمها للهجوم. يفوز طاقم بوني بالقتال، ويتم استرداد الكنز، ويصبح كيد سجينها.

## طاقم التمثيل
- باد أبوت بدور روكي ستونبريدج
- لو كوستيلو بدور أوليفر جونسون (المعروف أيضًا باسم الكابتن فيذرجيل)
- تشارلز لوتون بدور الكابتن ويليام كيد
- هيلاري بروك بدور الكابتن بوني
- بيل شيرلي بدور بروس مارتينجال
- ليف إريكسون بدور مورجان
- فران وارن بدور السيدة جين

## روابط خارجية
- أبوت وكوستيلو يلتقيان الكابتن كيد  في قاعدة بيانات الأفلام على الإنترنت (بالإنجليزية)
- أبوت وكوستيلو يلتقيان الكابتن كيد على موقع أول موفي.
- أبوت وكوستيلو يلتقيان الكابتن كيد في قاعدة بيانات تيرنر كلاسيك موفيز للأفلام.
- أبوت وكوستيلو يلتقيان الكابتن كيد على فهرس معهد الفيلم الأمريكي